# Per Harling
Per Gunnar Harling, född Jansson, född 20 juni 1948 i Bromma, Stockholm, är en svensk präst, författare och kompositör.
Harling har framför allt arbetat centralt i Svenska kyrkan med gudstjänstutveckling under olika perioder. I slutet av 1980-talet och i början av 1990-talet var han programledare för en serie TV-program och höll helgmålsböner i radio 1999–2001. Han har även redigerat bland annat sångboken Hela världen sjunger med kristna sånger. Han var sekreterare 1986–1988 i den arbetsgrupp som tog fram Psalmer i 90-talet och skrivit ett tillägg till 1986 års psalmbok. Han är också författare till ett flertal böcker, bl.a. till "Ett ögonblick i sänder – Lina Sandell och hennes sånger" (Libris, 2003) och "Våra älskade psalmer" (Libris 2007). Hans företag Ton-Vis Produktion AB startades 1994.
Harling finns representerad med sina sånger och psalmer i ett flertal psalm- och sångböcker runtom i världen, som i USA, Australien, Nya Zeeland, Tyskland, Frankrike, Norge, Danmark, Finland, Taiwan och Ryssland. 
Under åren 2007–2012 verkade Harling som kyrkoherde i Svenska kyrkan i Schweiz med placering i Lausanne. .
Per Harling är gift med Ingrid Harling, född 1950.

## Utmärkelser
Hedersbetygelser:
- 1999 års kulturpris från Svenska kyrkans församlingsförbund
- 2001 års kulturpris från SKS (Sveriges kyrkliga studieförbund, numera Sensus)
- 2004, Kulturstipendium från SKAP (Svenska kompositörer av populärmusik)
- 2004, Börje Gustafsson-stipendium (EFS)
- 2004, Anders Frostensson-stipendium (liksom två gånger tidigare)
- 2006, Dehvertska kulturstiftelsens kulturpris
- 2011, hedersprost utnämnd av biskop Lennart Koskinen i Visby
- 2011, Kunglig medalj i 8:e storleken i serafimerordens band
- 2019, Wallinsamfundets Wallinpris till minne av ärkebiskopen och psalmförfattaren Johan Olof Wallin (1779-1839)
- 2022, ”Fellow of the hymn society of USA and Canada” som första europé utanför England
- 2022, Stefansmedaljen utdelad av ärkebiskopen Antje Jackelen vid kyrkomötets öppnande i Uppsala domkyrka

## Verk
Per Harling finns bland annat representerad i 1986 års psalmbok med Verbums psalmbokstillägg 2003 med text och ton till tio verk (nr 602, 709, 745, 759, 776, 780, 786, 788, 790 och 796), tio översättningar (nr 205, 719, 723, 729, 730, 742, 748, 764, 769, 794), tonsättningar till tre verk (nr 358, 398 och 510),. I psalmbokstillägget "Psalmer i 2000-talet" är han delaktig i 17 psalmer som textförfattare, översättare och som kompositör.
Ett flertal nothäften med Harlings sånger finns utgivna. De senast utgivna är ”Psalmvaro - 48 psalmer med ackompanjemang” och "Tack ska du ha! – 30 sånger för familjegudstjänsten, samlingen och barnkören" (Argument, 2018) och "Allt hör ihop - 50 sånger för gudstjänst och andakt" (Libris 2007). Det sistnämnda häftet innehåller sånger i enkla tre- och fyrstämmiga körarrangemang.
- En öppen hand (nothäfte, Verbum 1975)
- Stiftsgårdssånger I och II (Stiftsgården i Rättvik 1978, 1980)
- Trons psalmer, sånger och visor (häfte, Gothia, 1982)
- Tio meditationer till tio psalmer (Gothia, 1982)
- Att vara med (med David F Olson) (kyrkogångsbok, Verbum 1984)
- Studieplan till Liv och fred (Gothia, 1985)
- Livskraft - 51 sånger och visor (Gothia, 1985)
- Tryggare kan ingen vara (häfte, CD m.m., Gothia/Verbum, 1985)
- Uppbrott, ett material om bild, dikt, sång och drama (med Hans Öhman) (Verbum, 1986)
- Ps Var inte rädd, Studiehandledning (Verbum, 1988)
- Så välj då livet, nothäfte (Verbum, 1988)
- Plocklådan (tillsammans med andra) (Verbum, 1989)
- Om livet i gudstjänsten (tillsammans med andra) (Verbum 1989)
- Vila i mig (meditationshäfte, Triangelförlaget, 1991)
- Bön helt enkelt (tillsammans med Caroline Krook och Göran Forkman) (Verbum, 1992)
- För livets skull, sång- och liturgibok (tillsammans med andra) (Kyrkornas U-Forum, 1993)
- Omvänd till verklighet (med Gunnar Göranzon och Karl-Gunnar Ellversson) (Origo, 1994)
- Worshipping Ecumenically (WCC Publications Geneva, 1995)
- Gudstjänst från grunden (med Nils-Henrik Nilsson) (Mitt-i-församlingen, 1996:3)
- Tro i förorten (tillsammans med andra) (Uppsala stift, 1995)
- Samlingsböner för kyrkoåret (med Christina Lövestam och Annastina Jönsson) (Mif, 1996:8)
- Rannsakan och lovsång, 12 psaltarpsalmer av Per Harling (Verbum, 1996)
- Lilla pilgrimsboken (tillsammans med andra) (Verbum, 1997)
- Hela världen sjunger (Verbum, 1997)
- Words and Songs of Reconciliation and Praise (redaktör) (Graz, 1997, CEC)
- En hel del, Gudstjänstbok (Kristna riksmötet i Linköping, 1999) (Redaktör)
- I Guds vind (översättning av finska sånger), not- och gudstjänsthäfte (Verbum, 1999)
- Toca taca tia, Tolv rumänska sånger för lika röster (svensk text: Per Harling) (Warner Chapell, 2000)
- Allt har sin tid, nothäfte (Verbum, 2000)
- Brödundret – Ett litet sångspel om en stor fråga (Lutherhjälpen, 2002)
- Helig och hel – vardagstankar kyrkoåret runt (Libris, 2002)
- I varje pulsslag andas himlen – 48 sånger för gudstjänst och andakt (Linx Music AB, 2002)
- Sjung, kyrka, sjung (tillsammans med Reibjörn Carlshamre och Anna Skagersten) (Verbum, 2002)
- Böner i fastan (Lutherhjälpen, 2003)
- Hela världen sjunger – allsångsgudstjänst i fastan (Lutherhjälpen, 2003)
- Ur djupen ropar vi – Andakt och gudstjänst med fokus på försoning, fred, miljö och rättvisa (Per Harling, huvudredaktör) (Sveriges Kristna Råd, 2003)
- Ett ögonblick i sänder – Lina Sandell och hennes sånger (Libris, 2003)
- Modersvingen, 15 texter av Lina Sandell tonsatta av Per Harling, för blandad kör (Linx Music, 2003)
- Utrota fattigdomen, böner skrivna för SKR:s Globala vecka (2005)
- När tillvaron rämnar, Minnesstund och gudstjänst vid kris och katastrof (Verbum 2006)
- Våra älskade psalmer, om 32 psalmer och deras författare (Libris, 2007)
- Allt hör ihop, 50 sånger för gudstjänst och andakt i enkla körarrangemang (Libris, 2007)
- Ett stråk av himmel och en doft av jord, Artiklar och tankar i Schweiz (Imprimerie Artprint, Lausanne, 2010)
- Britt G Hallqvist – diktare och teolog (Arcus förlag, 2014)
- Swedish hymns – and the stories behind them, (Verbum AB, 2016)
- För livets skull – Minnen och tankar kring mina psalmer (2017)
- Tack ska du ha! – 30 sånger för familjegudstjänsten, samlingen och barnkören (Argument, 2018)
- Vyssja - tre julsånger för fyrstämmigt kör (Wessmans notförlag, 2018)
- Psalmvaro - 48 psalmer med ackompanjemang (Wessmans notförlag,  2019)
- Dansa med änglarna- ett halvsekels sångtexter med kommentarer - med förord av ärkebiskop emerita Antje Jackelen (Wessmans Musikförlag, 2023)

### Musikal
- Himlaliv, musikal (Stiftsgården i Rättvik, 1979)
- Se människan, musikal (Stiftsgården i Rättvik, 1980)
- Liv och fred, musikal (Gothia/Verbum, 1984)
- Jag är den jag är, musikal (Wessmans, 1984)
- Träd fram, musikal (Tonika Produktion, 1988)
- Himlafest, musikal (EFS-förlaget, 1990)
- Gud suckar, musikal (Verbum, 1991)
- Hör du tonen? Musikal (Verbum, 1994)

### Mässor
- Ett hoppfullt requiem, ett requiem i 9 satser för blandad kör, stråkkvartett och orgel. Text & musik: Per Harling, arrangemang: Sören Ljungberg och Per Harling (Sångfågeln Musik 2021)
- Träd in i dansen, en svensk folkdansmässa (med Susanne Bågenfelt) (Gehrmans, 1994)
- Mässa i viston (Tonika Produktion 1986)
- Vi reser ett tecken – En hoppfull mässa i fastetid (Lutherhjälpen, 2002)

## Diskografi
- 1980 - Våga vara vindens vänner (LP, Stiftsgården Rättvik)
- 1982 - Trons psalmer, sånger och visor (Kassett, Gothia)
- 1985 - Tryggare kan ingen vara (Kassett och senare CD, Gothia/Verbum)
- 1986 - Livskraft (Två kassetter, Gothia)
- 1988 - Ps Var inte rädd (producent och medverkande, LP Signatur
- 1989 - Så välj då livet (LP, Signatur)
- 1991 - Vila i mig, musik till tröst (CD och häfte, Triangelförlaget)
- 1995 - Träd in i dansen, en svensk folkdansmässa (CD, Proprius)
- 1995 - Anima (Tillsammans med Börge Ring och Ingmar Johansson) (CD, Resonance Records)
- 1996 - Rannsakan och lovsång (Psaltarpsalmer) (Kassett, Verbum Musik)
- 1997 - Hela världen sjunger (CD, Signatur)
- 1999 - I Guds vind (finska sånger översatta av Per Harling) (CD, Signatur)
- 2000 - Allt har sin tid, sånger för livets olika skeden (CD, Signatur)
- 2011 - Tänd ett ljus för livet (CD 2011 av Per Harling och Ingrid för försäljning i Schweiz)
- 2014 - Allt hör ihop, Per Harling och Vokalensemblen Uppslaget (CD, TONVIS5048)
- 2019 - Psalmvaro, Elin Jauring med Arboga Barock (CD)
- 2022, Ett hoppfullt requiem, Vokalensemblen Uppslaget och stråkkvartetten Ensemble Fenix (musikstreamingtjänster)

### Shalom Singers
- 1968 - Shalom trio (EP)
- 1970 - Shalom Singers (Singel)
- 1972 - Shalom Singers (LP)
- 1975 - En öppen hand (LP, Signatur)
- 1978 - En framtid och ett hopp (LP, Signatur)